# Messiniska salinitetskrisen

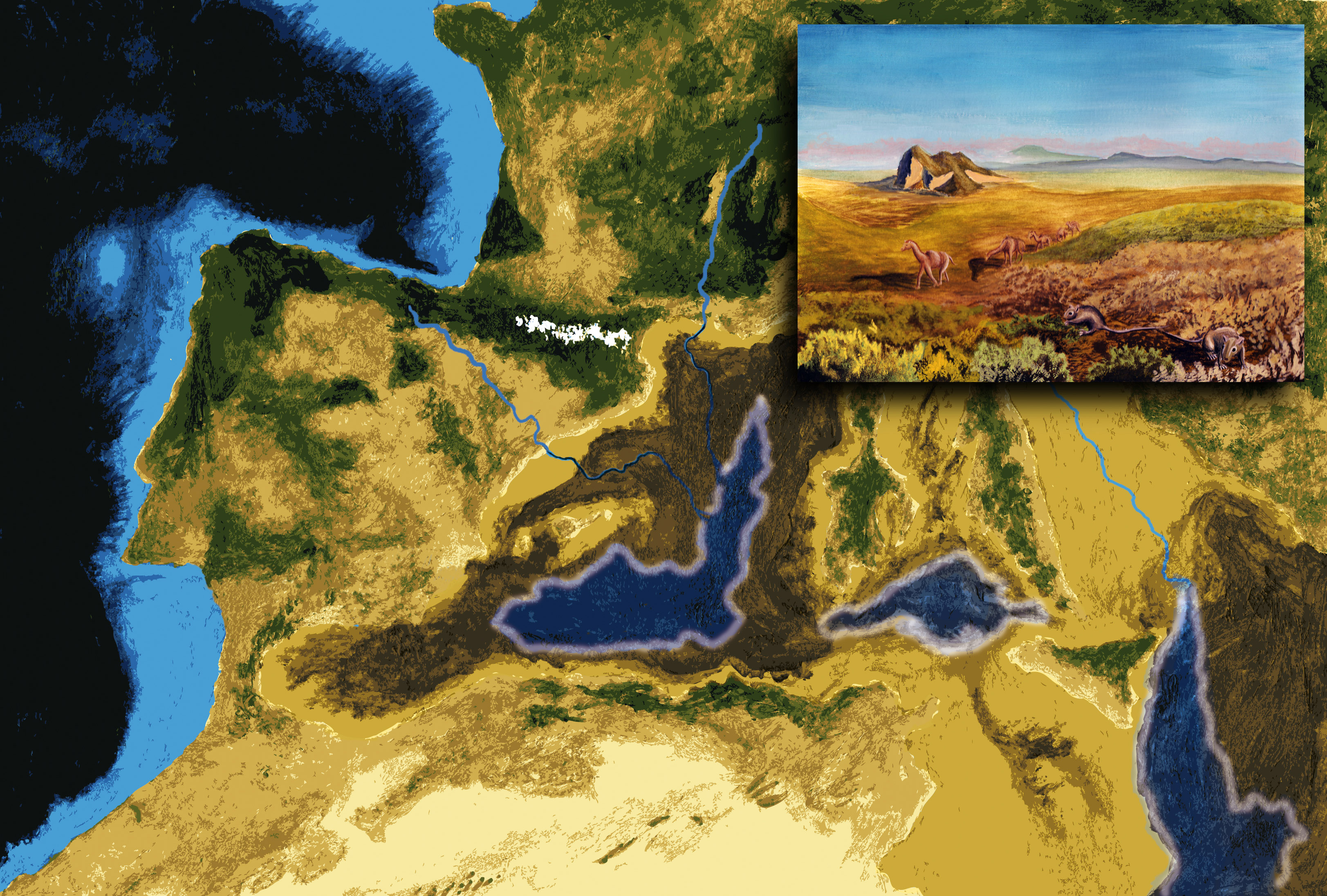
Konstnärlig beskrivning av det uttorkade Medelhavets geografi.

Den messiniska salinitetskrisen var en period från 5,96 till 5,33 miljoner år sedan under den geologiska åldern messina (en del av epoken miocen) då Gibraltar sund stängdes och Medelhavet följaktligen avskars från Atlanten. Eftersom avdunstningen från Medelhavet är större än tillflödet från omgivande floder ledde detta till att Medelhavssänkan torkade ut och blev till en saltöken på ett genomsnittligt djup av över en kilometer under havsytan. Den huvudsakliga avdunstningen tog omkring 1 000 år; hypersalta sjöar fanns dock kvar längre. Floder torkade ut under sin färd över havsbottnen och skar i gränsen mot vad som tidigare varit hav ut kanjoner. Nilens kanjon var vid dagens Kairo minst 2 400 m djup.
Det huvudsakliga beviset för salinitetskrisen är förekomsten av evaporiter som talk, anhydrit och bergsalt i borrprover från Medelhavets botten.
Det rörde sig inte om en enda sammanhållen period, utan sundet stängdes med påföljande uttorkning och öppnades med påföljande översvämning ett antal gånger under denna tid. Den sista översvämningen inträffade under den pliocenska åldern zancle.